# Oriente (San Juan)
Pour les articles homonymes, voir Oriente.
Oriente est l’un des dix-huit quartiers (en espagnol : barrios) de San Juan, la capitale de Porto Rico. En 2020, il comptait 24 487 habitants.